# Purosangue Orientale
Le Purosangue Orientale ou Puro Sangue Orientale (PSO, en français « Pur sang oriental »), est une race de chevaux développée dans le royaume d'Italie en vertu de l'arrêté royal n ° 2690 du 19 septembre 1875, qui a créé un stud-book consacré à cette race.    

## Histoire
À partir de 1864, le gouvernement italien a envoyé des émissaires en Syrie et en Mésopotamie pour acheter des chevaux arabes élevés dans le désert directement aux tribus bédouines. De nombreux étalons et juments ont été achetés et ramenés en Sicile, beaucoup étant destinés à la station Royal Remount de Catane. 
L'élevage de chevaux arabes en Italie est donc antérieur au haras de Crabbet Park, qui n'a commencé qu'en 1878. Le gouvernement italien a pu s'appuyer sur l'expertise de Carlo Guarmani, né en Italie en 1828, mais dont la famille s'installe au Moyen-Orient, où il est élevé. Il parlait couramment l'arabe et avait une passion pour les chevaux, passant 16 ans à voyager en Syrie, en Palestine, en Égypte et en Arabie du Nord. Il connaissait bien les Bédouins du désert syrien, et a passé beaucoup de temps avec eux. Il a été chargé d'acquérir des étalons arabes pour les écuries de Napoléon III et pour le roi d'Italie de l'époque, Victor Emmanuel II. Bien qu'il ait été en Égypte, il s'est dirigé vers le désert syrien lorsqu'il a dû acheter des chevaux. Sa connaissance et son contact direct avec les Bédouins du désert d'Arabie étaient bien plus importants que ceux de Lady Anne Blunt, fondatrice du Crabbet Park Stud. 
Le PSO constitue la plus ancienne race de chevaux italienne officiellement reconnue.

## Description
Le Puro Sangue Orientale est un cheval mésomorphe ou mésodolichomorphique, aux formes particulièrement harmonieuses. Il ressemble étroitement à un cheval arabe, étant cependant un peu plus grand, avec un physique plus substantiel. La hauteur est comprise entre 1,45 et 1,55 m, avec quelques spécimens atteignant 1,60 m. La taille moyenne des mâles est de 148 cm, la circonférence osseuse du canon est de 19 cm et le tour de poitrine est de 174 cm. Son pelage est généralement bai, alezan ou gris. Il est similaire aux races Shagya et Tersk.   

## Diffusion de l'élevage
Il n'y a que 170 spécimens de ce cheval, dont 150 vivent en Sicile. Son nombre a diminué, le haras gouvernemental où il est élevé mène une politique de croisement avec d'autres souches de chevaux arabes, provoquant la dilution des qualités de la souche d'origine syrienne issue du désert. 